# Bontovics Lajos
Bontovics Lajos (Csengőd, 1929. október 8. – Kecskemét, 1987. december 27.) - konzervtechnológus.

## Életrajza
Csengődön született 1929. október 8-án. Tanulmányai befejeztével a kecskeméti Állami Kertészeti Telepen helyezkedett el, ahol haláláig dolgozott.
58 évesen, Kecskeméten érte a halál 1987. december 27-én.

## Munkássága
Először növénynemesítéssel foglalkozott Mészöly Gyula mellett, majd létrehozta az ország első konzervtechnológiai laboratóriumát. Nemzetközi hírűvé fejlesztett laboratóriumában munkatársaival kidolgozta a paradicsom objektív színmérési módszerét, kutatta a paradicsom szárazanyag kérdését, homogenizálási problémáit, az aszeptikus töltés-tárolást, a datolya feldolgozásának komplett gépesítési, technológiai, kémiai vonatkozásait, a csemegekukorica, vöröshagyma, gyökérzöldségek, a gomba feldolgozását, szárításos és mélyhűtéses tartósítását.
Jelentős szerepe volt a zöldségfélék szabványainak kidolgozásában is.